# Beryllophantis allochlora
Beryllophantis allochlora är en fjärilsart som beskrevs av Horak och Sauter 1979. Beryllophantis allochlora ingår i släktet Beryllophantis och familjen vecklare. Inga underarter finns listade i Catalogue of Life.